# Architarbidae
Phalangiotarbidae
Famille
Synonymes
- †Phalangiotarbidae Haase, 1890

Les Architarbidae sont une famille fossile d'araignées appartenant à l'ordre également fossile des Phalangiotarbida.

## Classification
La famille des Architarbidae est décrite par Ferdinand Karsch en 1882,.

### Synonyme
La famille des Phalangiotarbidae Haase, 1890 est déclarée synonyme de Architarbidae en 2013 par Dunlop et al..

### Fossiles
Selon Paleobiology Database en 2023, vingt-trois collections de fossiles pour quarante-trois occurrences sont référencées, toutes du Carbonifère, une en Tchéquie, quatre en Allemagne, neuf au Royaume-Uni, et neuf aux États-Unis en Illinois et Indiana.

## Description
Les genres et espèces de cette famille datent du Carbonifère sauf Devonotarbus hombachensis qui est daté du Dévonien.

## Liste des genres
Selon The World Spider Catalog 11.0 :
- Architarbus Scudder, 1868
- Bornatarbus Rößler & Schneider, 1997
- Devonotarbus Poschmann, Anderson & Dunlop, 2005 reclassée dans la famille Devonotarbidae selon Paleobiology Database ;
- Discotarbus Petrunkevitch, 1913
- Geratarbus Scudder, 1890
- Goniotarbus Petrunkevitch, 1949
- Hadrachne Melander, 1903
- Leptotarbus Petrunkevitch, 1945
- Mesotarbus Petrunkevitch, 1949
- Metatarbus Petrunkevitch, 1913
- Ootarbus Petrunkevitch, 1945
- Orthotarbus Petrunkevitch, 1945
- Paratarbus Petrunkevitch, 1945
- Phalangiotarbus Haase, 1890
- Pycnotarbus Darber, 1990
- Triangulotarbus Patrick, 1989

### Publication originale
- [1882] (de) Ferdinand Karsch, « Ueber ein neues Spinnenthier aus der Schlesischen Steinkohle und die Arachnoiden überhaupt. », Zeitschrift der Deutschen geologischen Gesellschaft, vol. 34,‎ 1882, p. 556–561.